# Monte Heng (Hunan)
El monte Heng (en chino, 衡; pinyin, Héng (escuchar)ⓘ) es una de las cinco montañas sagradas del taoísmo en China. Es conocida también como la Montaña del Sur y como Nan Yue. Está situada en la provincia de Hunan, 160 km al sur de la capital, Changsha. En realidad, el monte Heng es una sierra con 72 picos y 150 km de longitud que se extiende entre Hengyang y Changsha. La cima más alta, el pico Zhurong, tiene 1.290 m. 
La humedad que asciende del río Xiang corona de forma casi permanente la montaña de nubes.

## Los templos
Son destacables el templo de Zhusheng Si, un monasterio budista del siglo VIII, el pequeño templo de piedra de Zhurong Gong, dedicado a Zhu Rong, ancestro mítico que se convirtió en dios del fuego y, sobre todo, el Gran Templo del Monte Heng, a los pies de la montaña y al norte del viejo pueblo de Hengshan. Este último es el templo más grande de la montaña y el más grande de todos los que hay en las cinco montañas sagradas. Tiene forma de palacio y forma parte del Mount Heng National Key Tourist Resort Zone,